# Колеман, Осорно
Саломон Осорно Колеман Падилья (исп. Salomón Osorno Coleman Padilla; 6 октября 1954, Кум), он же Команданте Блас — никарагуанский военный, общественный и политический деятель, один из лидеров движения индейцев мискито. Активный участник гражданской войны со стороны Контрас, командир вооружённых формирований MISURASATA, KISAN и YATAMA. В послевоенный период — организатор общественно-политических структур мискито, основатель ветеранского движения YAAD. Идеолог индейской самобытности. Последовательный противник сандинизма, активный оппозиционер.

## Индеец против сандинизма
Родился в индейской деревне близ устья Рио-Коко. Этнический мискито. Языковые особенности мискито, соединение испанской и английской лингвистики, допускают различное произношение фамилии: Колеман и Коулмэн. Чаще применяется испаноязычный вариант.
Окончил местную начальную школу на Москитном берегу. С юности проникся «тысячелетним опытом» мискито, их традициями и культурой. Состоял в индейской организации ALPROMISU.
Осорно Колеман негативно воспринял приход к власти СФНО. Усматривал в политике сандинистов не только прокоммунистические тенденции, противником которых являлся. Главным для него было давление на мискито, разрушение традиционного индейского уклада.
В ноябре 1980 Осорно Колеман вступил в молодёжное крыло организации MISURASATA. Активно участвовал в гражданской войне против сандинистского правительства, выдвинулся среди полевых командиров мискито. С 1982 возглавлял штаб индейских вооружённых формирований. Действовал преимущественно в бассейне Рио-Коко. Носил военный псевдоним Команданте Блас.

## Полевой командир мискито
В 1985 Осорно Колеман принял участие в создании KISAN. Активно участвовал в военных операциях 1986. С 1987 командовал вооружёнными силами YATAMA. Роль Команданте Бласа в MISURASATA, KISAN и YATAMA была сходна с ролью Команданте Франклина в FDN.
Осорно Колеман был сторонником максимального участия индейских формирований в общем движении Контрас. Особенно это касалось FDN, действовавших в Хинотеге и Матагальпе, население которых Колеман считал культурно близким мискито. Колеман тесно сотрудничал с рядом командиров FDN, прежде всего Энрике Бермудесом и Оскаром Собальварро. Это отличало Колемана от Бруклина Риверы и сближало со Стэдманом Фаготом.
В марте 1988 Осорно Колеман принимал участие в мирных переговорах Никарагуанского сопротивления с сандинистским правительством. Подпись Колемана, в числе других, стоит под Соглашением Сапоа.
В своей работе My prople, our war: why I fought against the Sandinista revolution — Мой народ, наша война: почему я сражался против Сандинистской революции — Осорно Колеман объяснял конфликт неуважением сандинистов к этническим, культурным, политическим и религиозным особенностям индейского населения, непризнанием особых исторических прав мискито на Москитном берегу.

## Послевоенная деятельность
После окончания гражданской войны Осорно Колеман переехал в США, учился в Гарвардской школе бизнеса. В 1993 вернулся в Никарагуа. Занимался социальной адаптацией бывших контрас индейского происхождения. Поддерживал правительство Виолетты Барриос де Чаморро. Настороженно относился у перешедшему в оппозицию СФНО. Участвовал в создании ассоциации бывших индейских контрас YAAD. Несмотря на примирение, Колеман по-прежнему рассматривал сандинистов как врагов.
Он всячески отстаивал автономию и социокультурные права мискито. Организовал в Пуэрто-Кабесасе радиостанцию Radio Miskut. Общественно-политические структуры, созданные при участии Колемана, противостояли СФНО.
В 1997 Осорно Колеман окончил католический университет UNICA (при поступлении четырьмя годами ранее 39-летний Колеман был единственным студентом-мискито). Получил специальность юриста.

## Организатор индейской оппозиции
В 2002 Бруклин Ривера от имени партии YATAMA заключил союз с СФНО. Это вызвало возмущение и обвинение в измене со стороны индейских ветеранов антисандинистской войны. Осорно Колеман порвал с YATAMA. Однако, несмотря на негативное отношение к СФНО, Колеман первоначально вступил в Либерально-конституционную партию — формально оппозиционную, реально находящуюся в альянсе с сандинистами. Во время региональных выборов в Пуэррто-Кабесасе Колеман обвинял СФНО Ортеги и YATAMA Риверы в фальсификациях.
Впоследствии Колеман дистанцировался от Либерально-конституционной партии и сделал ставку на формирование «второй YATAMA» — индейской оппозиции на основе YAAD. Он с подозрением относится к официальным партийным проектам, считая их происходящими от СФНО для раскола оппозиции.